# Radošov (jez)
Radošovský jez se nachází na řece Ohři u elektrárny u vesnice Radošov v okrese Karlovy Vary. Profil jezu je parabolický, výška jezu je 1,5 metru. Je nesplavný a za většího stavu vody zde vzniká mohutné vývařiště. Přes 50 tonoucích lidí z jezu zachránil pan Jan Čečrle, nositel ocenění Osobnost kraje. V roce 2011 zde Povodí Ohře provedlo bezpečnostní úpravy.